# Dieulivol

Dieulivol este o comună în departamentul Gironde din sud-vestul Franței. În 2009 avea o populație de 268 de locuitori.

## Evoluția populației
| An        | 1975 | 1982 | 1990 | 1999 | 2006 | 2009 |
| --------- | ---- | ---- | ---- | ---- | ---- | ---- |
| Populație | 266  | 232  | 248  | 263  | 256  | 268  |